# Жак Клеман
Жак Клеман (на френски: Jacques Clément; 1567 – 1 август 1589) е убиецът на френския крал Анри III.
Жак Клеман става монах от Ордена на доминиканците. По време на Френските революционни войни Клеман става фанатично религиозен и страстен привърженик на Католическата лига. Под тяхно влияние решава да убие краля-покровител на хугенотите.
На 31 юли 1589 г. Клеман се отправя от Париж към лагера в Сен-Клу, където се намира кралят. На следващото утро, под прелог, че има да предаде важни известия от Париж, Клеман прониква при краля и, връчвайки му писмо, го пронизва с отровен нож. Прибягалите на вика му слуги незабавно убиват Клеман. Крал Анри е бездетен и поради това е последният френски крал от династията Валоа.